# Sibianor pullus
Sibianor pullus là một loài nhện trong họ Salticidae.
Loài này thuộc chi Sibianor. Sibianor pullus được Friedrich Wilhelm Bösenberg & Embrik Strand miêu tả năm 1906.